# Ichthyotitan
Ichthyotitan är ett utdött släkte av fisködlor som levde under triasperioden för 200 miljoner år sedan.
Forskare påstår att de var de största vattenlevande reptilen som har någonsin funnits, och troligen var den lika stor som den nu levande blåvalen. Det vetenskapliga namnet av typarten, Ichthyotitan severnensis, betyder "jättefisködlan från floden Severn" där fossil hittades. De enda fossilen man har funnit än så länge från arten är dess käkar, vilket en av dem upptäcktes 2016. Den andra käken upptäcktes 2020 av en far och dotter i Somerset. Ichthyotitan beskrevs av paleontologen Dean Lomax och hans team 2018, och dess fossil var så stort att det misstolkade den först för att komma ifrån en dinosaurie. En hypotes är att precis som dagens bardvalar, åt Ichthyotitan troligen plankton.